# 沃特 (纽约州)
沃特（英語：Wirt）是位于美国纽约州阿利根尼县的一个镇，地处阿利根尼县的西南部、奥利安以东。2010年美国人口普查时，该镇有1111人。
1812年，最早的定居者到达此地。1838年，沃特镇从玻利瓦尔镇与弗伦德希普镇中分出，独立建镇。